# Fehlerspannung
Die Fehlerspannung ist die Spannung zwischen einer gegebenen Fehlerstelle und der Bezugserde bei einem Isolationsfehler.
Die Bezugserde ist dabei ein Teil der Erde, der als elektrisch leitfähig angesehen wird, außerhalb des Einflussbereichs von Erdungsanlagen liegt und dessen elektrisches Potential durch Vereinbarung gleich null gesetzt wird.